# Waverveen
Waverveen is een klein dorp in de gemeente De Ronde Venen in de Nederlandse provincie Utrecht. Het dorp is gelegen in Polder Groot-Mijdrecht.
Waverveen bestond al in de middeleeuwen en lag toen te midden van het agrarische gebied. De heerlijkheid hoorde bij het graafschap Holland en maakte deel uit van het baljuwschap Amstelland. Het heerlijkheidswapen was dan ook nauw verbonden met de wapens van Ouder-Amstel, Nieuwer-Amstel en Amsterdam: een rood schild met daarop een zwarte horizontale balk waarop twee zilveren kruizen (in heraldiek: Van keel met een fasce van sabel waarop twee sautiers van zilver). Dit wapen wordt in de literatuur vaker vermeld als het wapen van het nabijgelegen Waver; voor Waverveen geven de bronnen een ander wapen op, namelijk een veld van goud met daarop twee fascen van keel waarop vijf schuinse ruiten van zilver, geplaatst drie in de bovenste en twee in de onderste fasce. Bij de aanvraag van het gemeentewapen is echter als wapen van Waverveen het eerstgenoemde wapen verleend, maar met een gouden balk met daarop twee zwarte schuinkruisen.
Vanaf de zeventiende eeuw werd de streek uitgeveend voor de winning van turf. Hierdoor ontstonden grote plassen, waardoor het land uiteindelijk verarmde. De heerlijkheid behoorde tot de grafelijke domeinen. In 1731 verkochten de Staten van Holland de heerlijkheid aan Wilhelmus Hoogerwaard. Waverveen grensde o.a.aan de drie heerlijkheden Waveren, Botshol en Ruige Wilnis. Deze behoorden tot de proosdij van Sint Marie te Utrecht. De proosdij verkocht de heerlijkheden in 1624 aan Antoni Oetgens, schepen en later burgemeester te Amsterdam. Deze drie heerlijkheden behoorden niet tot het baljuwschap Amstelland.
Na de Bataafse Omwenteling van 1795 werden de verarmde gebieden, die voor een groot deel uit water bestonden, samengevoegd tot één gemeente. Op 1 januari 1819 ging de gemeente van de provincie Noord-Holland over naar de provincie Utrecht. Op 1 januari 1841 werd de gemeente op eigen verzoek opgeheven en met Vinkeveen samengevoegd tot de gemeente Vinkeveen en Waverveen. Deze gemeente ging op 1 januari 1989 op in de nieuwe gemeente De Ronde Venen.
Een deel van de veenplassen werden in de achttiende en negentiende eeuw drooggemalen. Het huidige Waverveen dankt er zijn relatief hoge ligging aan, op een smalle dijk te midden van de Polder Groot-Mijdrecht-Noord. Het dorp ontleent zijn naam van het riviertje de Waver, ten noorden van Polder Groot-Mijdrecht. Waverveen heeft 800 inwoners (2023). De belangrijkste inkomstenbron is de landbouw.
Tot het dorp Waverveen, gemeente De Ronde Venen, behoort ook het aan het riviertje De Oude Waver gelegen buurtschap "Het Gemaal", officieel vermeld en aangeduid met een wit bord. De 19 huizen aan de Hoofdweg en Waverdijk behoren tot dit kleine buurtschap. 
In Waverveen bevindt zich ook de Wilgenborgh, het naturistenterrein van de Haagse Lichtbond.

## Geboren
- Richard Liesveld (1973), voetbalscheidsrechter

## Overleden
- Tonny Bruins Slot (2020), voetbaltrainer en scout

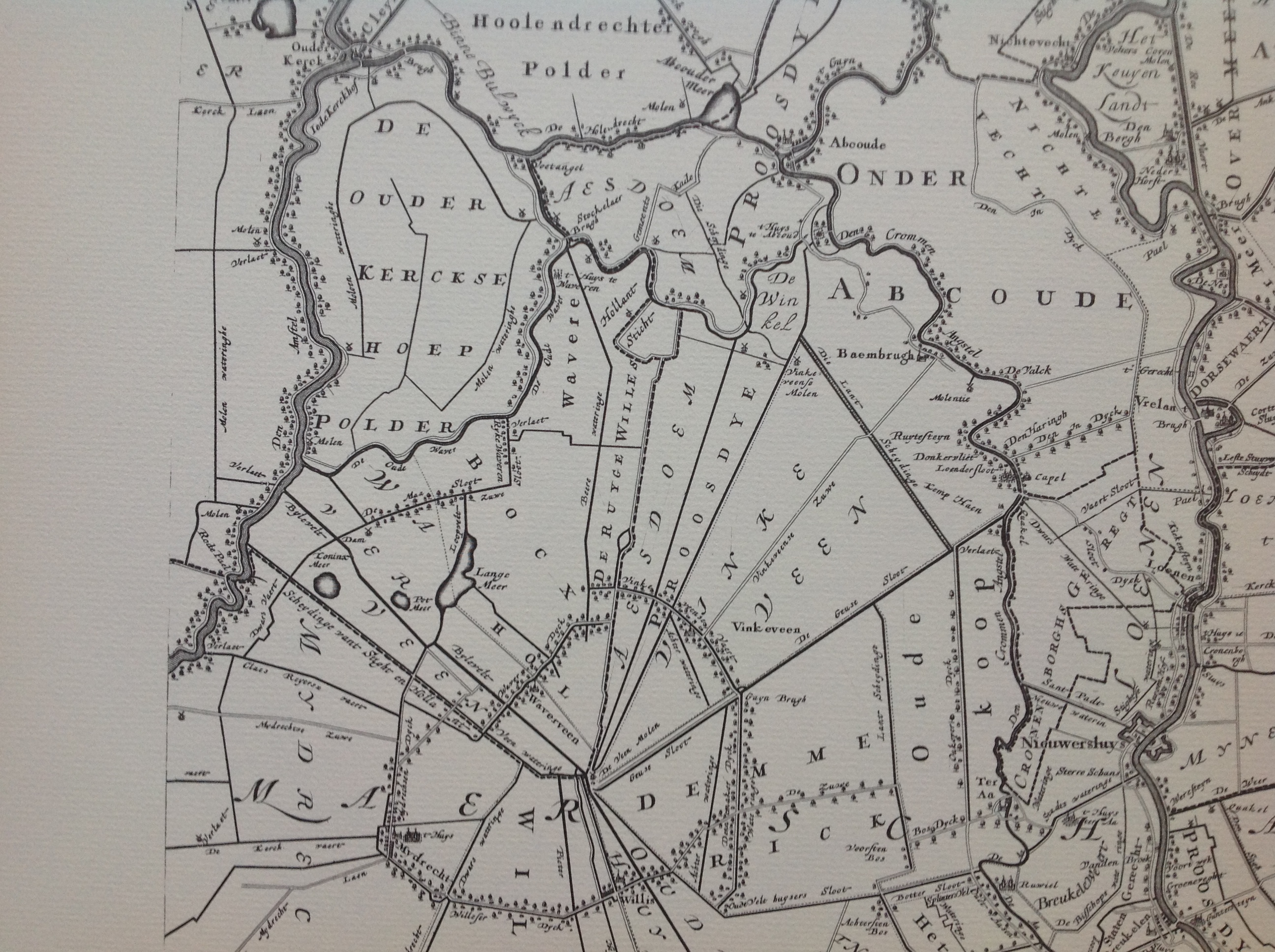
kaartfragment van 1696
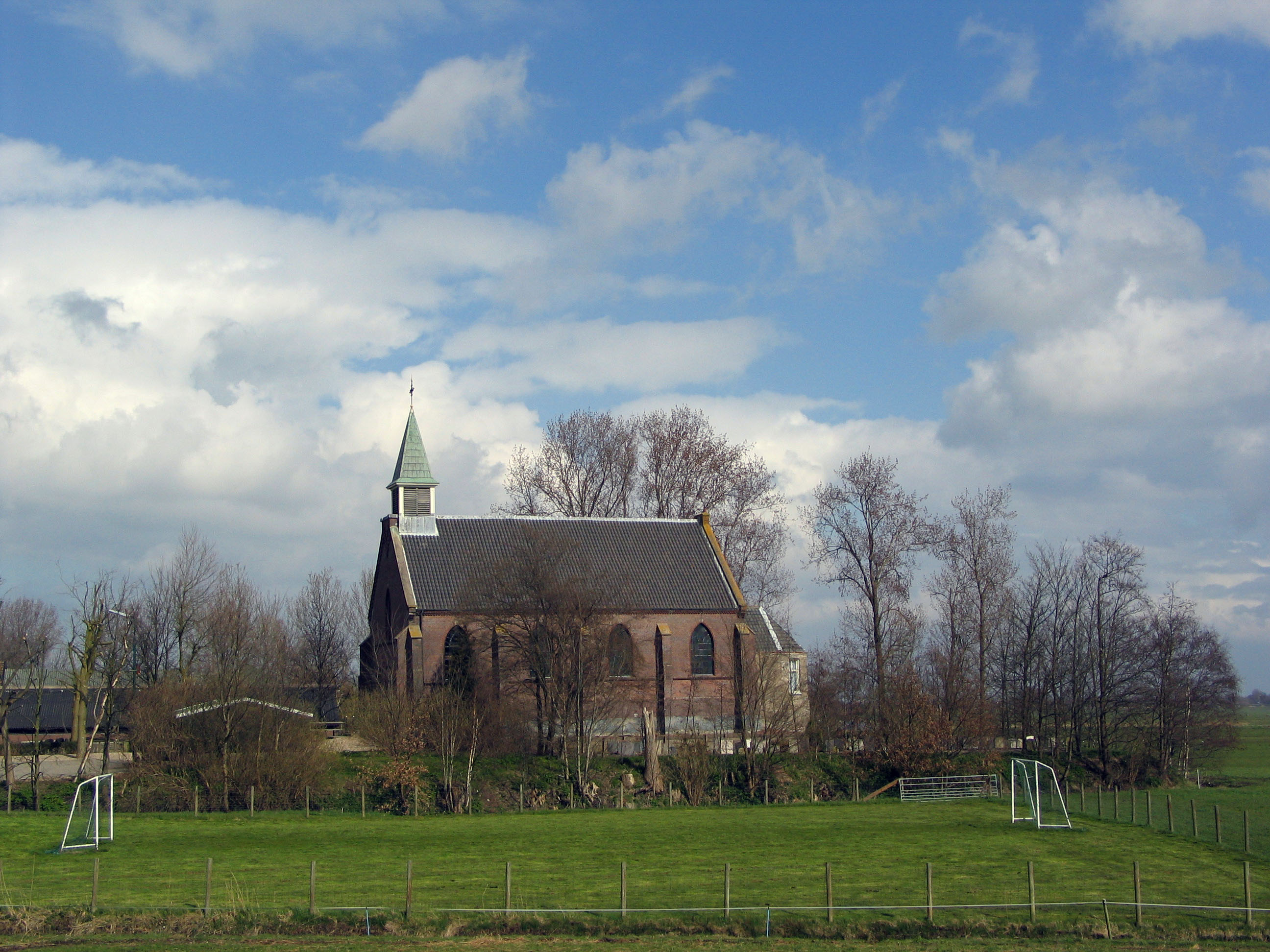
NH kerk